# 長谷川宏和
長谷川 宏和（はせがわ ひろかず、1955年12月19日 - ）は、日本のフリーアナウンサーで、ローカルタレント。オフィスはせがわ所属。身長180cm、血液型A型。
京都府京都市生まれ。京都市立堀川高等学校を経て、1978年京都産業大学理学部物理学科を卒業。同年北海道テレビ放送株式会社(HTB)入社、以後、1998年12月まで勤務し、営業部門管理職への異動する辞令を受けずに退社。現在は、イベント司会・講演会活動の傍ら、後進の指導に精力的に力を注いでおり、コミュニティFM局FMアップルのラジオパーソナリティとしても活動中。 
小学生の頃から放送部、演劇部に所属しており、高校時代はクラスメイトと漫才コンビを組み、関西のTV・ラジオ「番組荒らし」の異名を取るほどの典型的なお笑い少年であった。

## HTB在局時代の担当番組
- 1980年-1991年　スクリーンHOT情報
- 1992年-1993年　気分は天気
- GO! GO! 5時
- HTBニュース
- HTB土曜競馬中継
- ニュースステーション（テレビ朝日制作、1985年10月7日、第1回放送）
  - 最初のトピック（石狩鍋に入れる鮭の話題）で、家族と共に自宅からの生中継で登場した。

## テレビ
- UHB「特捜北海道」：フリー宣言した長谷川の密着ドキュメント
- HTB「ばんドルBAN×2」（2006年）：司会。ばんえい競馬とグラビアアイドルとのコラボレーションによる深夜番組。

## ラジオ
- FMアップル：「続・長谷川宏和の語り部シアター」　毎週金曜日　19:00 - 20:00

（※以下の番組は放送終了）
- FMアップル：「長谷川宏和の語り部シアター」　毎週土曜日　13:00 - 16:00
- FMアップル：「長谷川宏和ショー」　毎週土曜日　23:00 - 24:00
- FMアップル：「エキサイティングサンデー」　毎週日曜日　13:00 - 17:00
- FMアップル：「北の食物研究所」パーソナリティー

## CM
- 東電工業（株）融雪槽「融太君8」（TV）
- ホンダ・ストリーム　（ラジオ）
- NTT DoCoMo北海道「モバイラーズチェック」（TV）
- NTT DoCoMo北海道「FOMAパケットパック」（TV）

## 講演
- 試される北海道、試される若者
- アナウンサー稼業ウラ話
- 私の子育て論
- フリー宣言!43歳の決断

## 歌謡ショー総合司会
- 島津ゆたかディナーショー
- 三善英史　ディナーショー
- 朝倉みき　ディナーショー
- 二人のビッグショー（島津ゆたか＆三善英史）
- 佳山明生ディナーショー

## バラエティーショー司会
- バラクーダオンステージ
- 何ン田研二ものまねショー
- 小樽よしもとイベント
- 千歳全日空ホテルイベント

## 司会一般
- 札幌きもの学院－着物ファッションショー（総合司会）
- エリザベス宝石テレビショッピング

他、各種イベント、婚礼、式典の司会多数